# NGC 2122
NGC 2122 é um aglomerado aberto com nebulosa na direção da constelação de Mensa. O objeto foi descoberto pelo astrônomo James Dunlop em 1826, usando um telescópio refletor com abertura de 9 polegadas. Devido a sua moderada magnitude aparente (+10,4), é visível apenas com telescópios amadores ou com equipamentos superiores. 